# Diego García de Paredes
Diego García de Paredes (* 1506 in Trujillo, Spanien; † 1563 in  Venezuela) war ein spanischer Konquistador. 

## Leben
Diego wurde als  Sohn des Hauptmanns Diego García de Paredes (1466–1534) und Doña Mencia de Vargas geboren. Bis zum Alter von 18 Jahren lebte er in Sevilla. Als junger Mann trat er, nach dem väterlichen Vorbild, in den Militärdienst ein. 
1524 zog er mit seinem Freund Francisco de Lizaur nach Amerika und war in Nicaragua und 1527 in Panama, wo er sich der Armee seines Vetters Francisco Pizarro anschloss, der seinen Wohnsitz in Panama-Stadt hatte. Er beteiligte sich an der Eroberung des Inkareiches und war 1532 maßgeblich an der Schlacht von Cajamarca beteiligt.  
Im Jahre 1545 nahm er an einer Expedition im Amazonasgebiet teil, geführt von Francisco de Orellana. García de Paredes war einer der Überlebenden und kehrte 1546 verwundet zur Isla Margarita zurück. 
Später war er an der Gründung mehrerer Städte in Venezuela beteiligt, wie zum Beispiel: Barquisimeto und Trujillo. Im Jahr 1561 wirkte er bei der Niederschlagung einer Rebellion mit. 1563 wurde er in der Nähe von Borburata unweit vom Puerto Cabello, am Strand von Capo Blanco von Indianern getötet, nachdem sie ihn mit seinen Begleitern zu einem Bankett eingeladen hatten. Er befand sich auf der Reise, um sein neues Amt als Gouverneur von Popayán, Kolumbien anzutreten.